# Protoferroantofil·lita
La protoferroantofil·lita és un mineral de la classe dels silicats, que pertany al grup del nom arrel antofil·lita. Rep el seu nom per la relació amb els minerals del grup de l'antofil·lita i, en concret, per la seva relació amb la ferroantofil·lita.

## Característiques
La protoferroantofil·lita és un mineral de fórmula química ☐{Fe2+₂}{Fe2+₅}(Si₈O22)(OH)₂. Cristal·litza en el sistema ortoròmbic.
El grup de antofil·lita està constituït per amfíbols ortoròmbics magnesico-ferrico-manganèsics. Tots els minerals d'aquest grup presenten uns noms conformats per la mateixa arrel i amb prefixos que depenen de la seva composició química i simetria. La protoferroantofil·lita presenta una simetria del grup espacial Pnmn i Fe2+ com l'element dominant tant en les posicions B com C.

## Formació i jaciments
Només s'ha trobat al Japó i als EUA.